# Старий Відзім
Старий Відзім (пол. Stary Widzim, нім. Alt Widzim) — село в Польщі, у гміні Вольштин Вольштинського повіту Великопольського воєводства.
Населення — 1112 осіб (2011).
У 1975-1998 роках село належало до Зеленоґурського воєводства.

## Демографія
Демографічна структура станом на 31 березня 2011 року:
|          | Загалом | Допрацездатний вік | Працездатний вік | Постпрацездатний вік |
| -------- | ------- | ------------------ | ---------------- | -------------------- |
| Чоловіки | 557     | 156                | 355              | 46                   |
| Жінки    | 555     | 141                | 328              | 86                   |
| Разом    | 1112    | 297                | 683              | 132                  |